# Sporades Star
Die Sporades Star ist eine Fähre der griechischen Reederei Seajets. Das Schiff wurde 1975 als Saint Eloi in Dienst gestellt und im Fährverkehr über den Ärmelkanal eingesetzt. Von 1999 bis 2017 wurde die Fähre im Mittelmeer von Moby Lines überwiegend zwischen Piombino und Portoferraio genutzt. Seit Juli 2021 gehört sie zur Flotte von Seajets.

## Geschichte
Die Saint Eloi wurde am 2. Januar 1971 unter der Baunummer 12 bei Cantieri Navali di Pietra Ligure in Pietra Ligure auf Kiel gelegt und am 26. Februar 1972 vom Stapel gelassen. Wegen finanzieller Schwierigkeiten der Reederei konnte der Bau jedoch nicht abgeschlossen werden. Erst im Februar 1975 fand schließlich die Übernahme durch die Angleterre-Lorraine-Alsace Société Anonyme de Navigation statt. Am 12. März 1975 nahm das Schiff den Fährdienst zwischen Dunkerque und Dover auf.
Am 1. Mai 1987 kollidierte die Saint Eloi in Dover mit dem RoRo-Frachter Cambridge Ferry, wodurch beide Schiffe leicht beschädigt wurden. Im August desselben Jahres wechselte das Schiff auf die Strecke von Newhaven nach Dieppe, ehe es im April 1988 wieder auf seine ursprüngliche Route zurückkehrte.
Im Mai 1989 wurde die Saint Eloi in Channel Entente umbenannt und nach einem Werftaufenthalt zwischen Dover und Calais eingesetzt. Im Februar 1990 ging das Schiff an die Isle of Man Steam Packet Company, die es auf die Strecke von Douglas nach Heysham sowie nach Liverpool verlegten. Nach einer Modernisierung in Birkenhead im September 1990 erhielt es im Dezember 1990 den Namen King Orry.
Nach knapp acht weiteren Jahren im Dienst wurde die King Orry im Oktober 1998 als Moby Love an die italienische Reederei Moby Lines verkauft. Nach ihrer Ankunft in Livorno erhielt sie den Namen Moby Love 2 und nahm den Dienst zwischen Piombino und Portoferraio auf. 2002 wurde das Schiff wieder in Moby Love umbenannt. Nach einem kurzen Einsatz auf der Strecke von Piombino nach Bastia im Sommer 2002 war die Moby Love seit September 2002 wieder zwischen Piombino und Portoferraio im Einsatz, wo sie bis zum 22. März 2017 verkehrte. Anschließend wurde das Schiff nach Genua gebracht, wo es aufgelegt wurde.
Im September desselben Jahres ging die Moby Love an die italienische Portucalence Shipping Company und erhielt im November 2017 den Namen Aeolos. Im selben Monat ging die Fähre in den Besitz der griechischen Med Lines Shipping Company über. Das Schiff lag fortan im Hafen von Drapetsona, wo es für den weiteren, auf den Azoren geplanten Einsatz umgebaut wurde. Seit 2019 trug es den Namen Azores Express, kam unter diesem aber nicht in Fahrt und blieb in Griechenland aufgelegt. Im Juli 2021 wurde das Schiff innerhalb Griechenlands verkauft. Das in Aqua Star umbenannte Schiff wurde in die Flotte von Seajets eingegliedert. 2022 wurde das Schiff in Sporades Star umbenannt. Es verkehrt zwischen Volos und den zu den Nördlichen Sporaden gehörenden Inseln Skiathos, Skopelos und Alonnisos.